# Спелестология

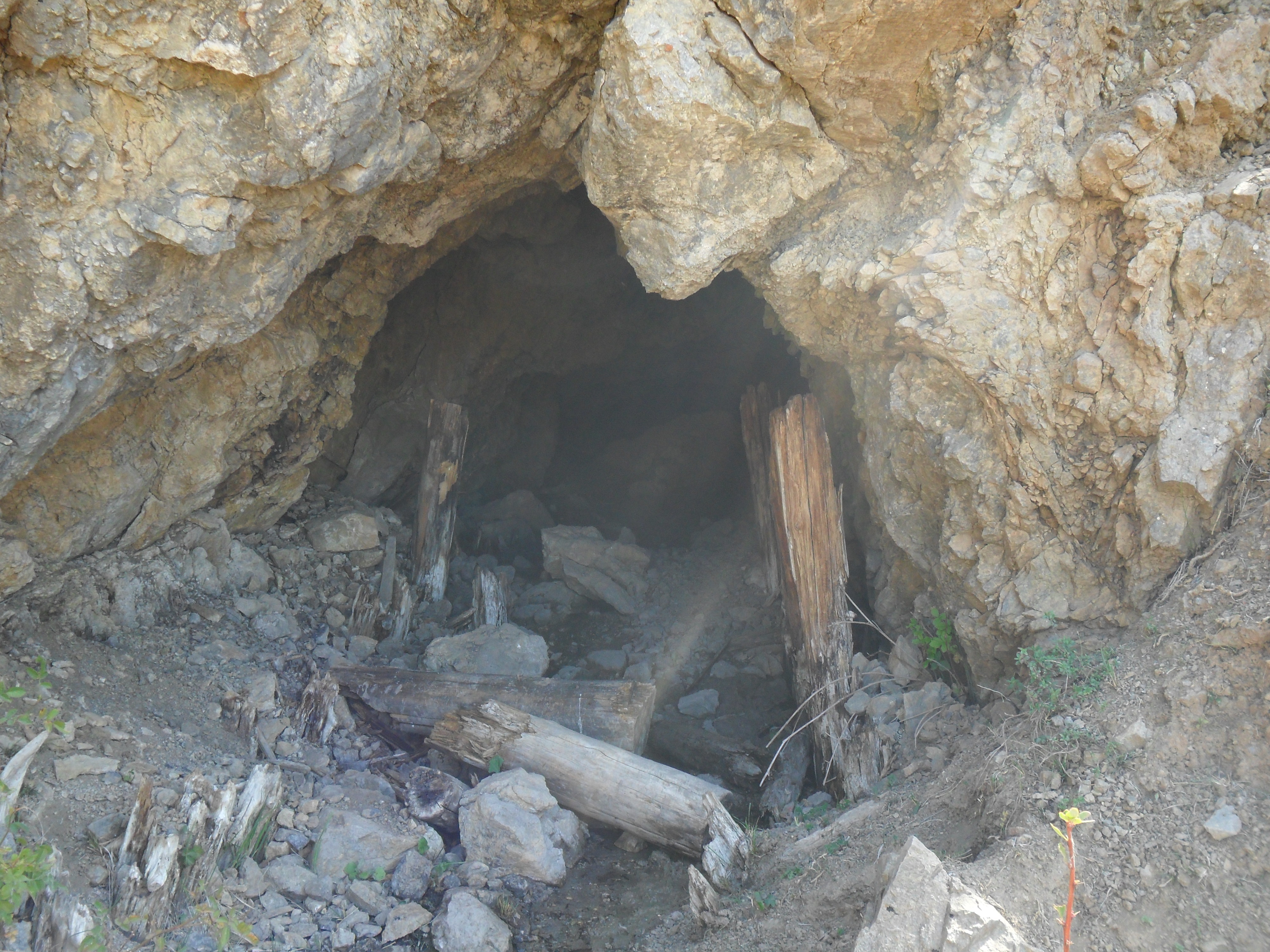
Старая штольня в верховьях реки Каранкульсай.

Спелестология (от греч. σπήλαιον — пещера + нем. Stollen — штольня) — изучение искусственных пещер и подземных сооружений, не использующихся по прямому назначению (старинных каменоломен, рудников, подземных ходов и коммуникаций),  специалистами различных направлений: археологами, геологами, историками, биоспелеологами, диггерами и простыми энтузиастами.

## Происхождение термина
Термин «спелестология» впервые появился в 1970-х, ориентировочно в грузинской научной школе . Широкое распространение термин получил после выхода в 1992 году книги П. О. Мирошниченко «Легенда о ЛСП» и проведения в 1997 году Первой Всероссийской научной конференции по спелестологии в городе Старица. 

## История
Первый период становления спелестологии в нашей стране (1900-1930-е года) связан с И. Я. Стеллецким (1878—1949). Именно он впервые заговорил об исследовании искусственных подземелий как отдельной научной задаче. Это был яркий исследователь, историк-востоковед (арабистика), археолог, сочетавший уникальную эрудицию, необычайную интуицию и энергию исследователя. Работы Стеллецкого и его коллег из комиссии «Старая Москва» и Общества по исследованию памятников древности, изучавших подземную Москву, искусственные подземелья Украины, Кавказа, Северо-Западной Руси, до сих пор имеют важнейшее значение для науки. Это был единственный учёный, во времена правления Сталина допущенный в Кремль, где он производил раскопки подземных ходов в поисках «Библиотеки Ивана Грозного».
Второй период (1940-1950-е годы) характерен тем, что специальных спелестологических исследований практически не производилось. В июле 1941 гг. действовала т. н. ЭОН (Экспедиция особого назначения), которая исследовала бесхозные выработки и пещеры в военных целях. В этот период научные исследования искусственных подземелий производились различными специалистами в интересах сторонних наук: геологами (А. Е. Ферсман, Б. Н. Наследов, В. А. Обручев и др.), археологами и историками горного дела (О. Н. Бадер, С. С. Черников, М. Е. Массон, Б. А. Литвинский, В. Т. Сургай и др.), медиками, биологами и так далее.
Третий период в развитии спелестологии (1960-1990-е годы). В это время грузинская научная школа возобновила исследования искусственных пещер в рамках отдельного научного направления (Г. Гаприндашвили, К. Мелитаури, Н. Чубинашвили, Л. Мирианошвили, Т. Саникидзе, Н. Бахтадзе и др.). В этот период активно работают: крупнейшие исследователи древних рудников советские археологи Е. Н. Черных, М. А. Бубнова, Н. Н. Гурина, Я. И. Сунчугашев; историки архитектуры — В. И. Плужников, В. М. Слукин, введший понятие подземного архитектурного сооружения (терратектуры). Возникла сильная киевская научная школа спелеоархеологов (Е. А. Воронцова, М. М. Стрихарь, Т. А. Бобровский), известны крымские исследователи пещерных городов (Ю. М. Могаричев, А. Г. Герцен), и спелеархеологи Молдавии (Г. Постикэ, Е. Бызгу). С 70-х г. активными исследованиями и посещением старинных каменоломен занимаются самодеятельные группы в Москве и Ленинграде.
С середины 1990-х годов в среде спелестологов-любителей возникла тенденция к увеличению численности и консолидации. Образовалась московская организация РОСС, проведшая в 1997 году Первую Всероссийскую Спелестологическую Конференцию в г. Старица; в дальнейшем РОСС практически прекратил свою деятельность. Уже на конференции представители регионов проявили интерес к объединению во всероссийской организации; впоследствии было учреждено Русское Общество Спелестологических Исследований (РОСИ), которое действует и поныне. Стали проводиться межрегиональные поисковые экспедиции.
В 2010 г. в Набережных Челнах состоялась Международная научно-практическая конференция «Спелеология и спелестология: развитие и взаимодействие наук», где спелестология выступила как полноправное и самостоятельное научное направление.

## Спелестологические объекты России
| объект                        | место              | размер       |
| ----------------------------- | ------------------ | ------------ |
| Рудник Бештау                 | Ставропольский кр. | 150 000 м    |
| Каменоломня Гурьевская-1      | Тульская обл.      | 60 000 м     |
| Старокарантинские каменоломни | г. Керчь           | 50 000 м     |
| Рудник Сюкеевский-1           | Татарстан          | 33 550 м     |
| Каменоломня Сокская 1-3       | Самарская обл.     | 23 890 м     |
| Каменоломня Сьяновская        | Московская обл.    | 18 850 м     |
| Рудник Слепая                 | Карачаево-Черкесия | 16 630 м     |
| Каменоломня Черепковская-1    | Тверская обл.      | 14 315 м     |
| Рудник Каку-Даут              | Карачаево-Черкесия | 13 115 м     |
| Каменоломня Бол. Никитская    | Московская обл.    | ~12 000м     |
| Каменоломня Девятовская       | Московская обл.    | 12 000 м     |
| Каменоломня Ширяевская-1      | Самарская обл.     | 11 570 м     |
| Рудник Антоновский-1          | Татарстан          | св. 10 000 м |
| Каменоломня Парковая          | Московская обл.    | св. 10 000 м |
| Каменоломня Ка-2              | Тверская обл.      | ~10 000 м    |

## Организация
Спелестология в России и странах СНГ существует в основном в форме общественных объединений и групп, исторически сложившихся в своих регионах. Единой для всех организационной структуры в настоящее время нет, и её создание не планируется. Определённую координацию и связь между региональными спелестологическими объединениями выполняют московские общественные организации РОСС (Русское общество спелеонавтики и спелестологии) и РОСИ (Русское общество спелестологических исследований).